# Copa d'Europa d'hoquei sobre patins masculina 2016-2017
La cinquanta-dosena edició de la Copa d'europa d'hoquei patins masculina s'inicia el 5 de novembre de 2016 i finalitzà el 14 de maig de 2017. A la fase regular hi van participar 16 equips en 4 grups. La fase final del torneig, organitzat en forma de final a quatre (final four) es durà entre els dies 13 i 14 de maig al pavelló Barris Nord en Lleida. El Reus Deportiu fou campió per la vuitena vegada.

## Participants
| Grup A | Grup A        |
| ------ | ------------- |
|        | Amatori Lodi  |
|        | SL Benfica    |
|        | RHC Diessbach |
|        | CP Vic        |

| Grup B | Grup B         |
| ------ | -------------- |
|        | FC Barcelona   |
|        | Hockey Bassano |
|        | SA Merignac    |
|        | FC Porto       |

| Grup C | Grup C             |
| ------ | ------------------ |
|        | US Coutras         |
|        | HC Forte dei Marmi |
|        | Reus Deportiu      |
|        | Sporting CP        |

| Grup D | Grup D          |
| ------ | --------------- |
|        | Hockey Breganze |
|        | La Vendéenne    |
|        | HC Liceo        |
|        | UD Oliveirense  |

- Hi va haver un lloc per al guanyador de la Roller Hockey Premier League, però el campió King's Lynn va rebutjar la invitació. Els perdedors dels quarts de final de la Serie A1, Hockey Bassano van adjudicar la vacant.
- També hi va haver un lloc per al guanyador de la Rollhockey Bundesliga. Però els campions ERG Iserlohn també van rebutjar la invitació. El tercer lloc en la Nationale Elite 1 Dinan Quevert va assegurar la vacant.

## Fase Regular

### Grup A
| Grup A        | Pts | PJ | PG | PE | PP | GF | GC | DG  |
| ------------- | --- | -- | -- | -- | -- | -- | -- | --- |
| SL Benfica    | 16  | 6  | 5  | 1  | 0  | 37 | 20 | +17 |
| Amatori Lodi  | 10  | 6  | 3  | 1  | 2  | 30 | 25 | +5  |
| CP Vic        | 8   | 6  | 2  | 2  | 2  | 30 | 18 | +12 |
| RHC Diessbach | 0   | 6  | 0  | 0  | 6  | 14 | 38 | -24 |

Font: CERH
| 5 de novembre de 2016 (19:00) |     |     |                      |
| Benfica                       | 3-2 | Vic | Pavillhão Fidelidade |
|                               |     |     | Pavillhão Fidelidade |

| 5 de novembre de 2016 (21:00) |     |           |                      |
| Amatori Lodi                  | 8-3 | Diessbach | PalaCastellotti Lodi |
|                               |     |           | PalaCastellotti Lodi |

| 26 de novembre de 2016 (17:30) |     |         |                 |
| Diessbach                      | 3-4 | Benfica | Rollhockeyhalle |
|                                |     |         | Rollhockeyhalle |

| 26 de novembre de 2016 (20:00) |     |              |                 |
| Vic                            | 2-2 | Amatori Lodi | Pavelló Olimpic |
|                                |     |              | Pavelló Olimpic |

| 17 de desembre de 2016 (17:30) |     |     |                 |
| Diessbach                      | 2-9 | Vic | Rollhockeyhalle |
|                                |     |     | Rollhockeyhalle |

| 17 de desembre de 2016 (21:00) |     |         |                      |
| Amatori Lodi                   | 6-7 | Benfica | PalaCastellotti Lodi |
|                                |     |         | PalaCastellotti Lodi |

| 14 de gener de 2017 (20:00) |     |              |                     |
| Benfica                     | 7-3 | Amatori Lodi | Pavilhão Fidelidade |
|                             |     |              | Pavilhão Fidelidade |

| 14 de gener de 2017 (20:00) |      |           |                 |
| Vic                         | 10-1 | Diessbach | Pavellò Olimpic |
|                             |      |           | Pavellò Olimpic |

| 4 de febrer de 2017 (17:30) |     |              |                 |
| Diessbach                   | 3-5 | Amatori Lodi | Rollhockeyhalle |
|                             |     |              | Rollhockeyhalle |

| 4 de febrer de 2017 (20:00) |     |         |                 |
| Vic                         | 4-4 | Benfica | Pavellò Olimpic |
|                             |     |         | Pavellò Olimpic |

| 18 de febrer de 2017 (19:00) |      |           |                     |
| Benfica                      | 12-2 | Diessbach | Pavilhão Fidelidade |
|                              |      |           | Pavilhão Fidelidade |

| 18 de febrer de 2017 (21:00) |     |     |                      |
| Amatori Lodi                 | 6-3 | Vic | PalaCastellotti Lodi |
|                              |     |     | PalaCastellotti Lodi |

### Grup B
| Grup B         | Pts | PJ | PG | PE | PP | GF | GC | DG  |
| -------------- | --- | -- | -- | -- | -- | -- | -- | --- |
| FC Barcelona   | 15  | 6  | 5  | 0  | 1  | 32 | 11 | +21 |
| FC Porto       | 13  | 6  | 4  | 1  | 1  | 27 | 13 | +14 |
| Hockey Bassano | 6   | 6  | 2  | 0  | 4  | 24 | 40 | -16 |
| SA Merignac    | 1   | 6  | 0  | 1  | 5  | 12 | 31 | -19 |

Font: CERH
| 5 de novembre de 2016 (18:00) |     |             |              |
| FC Porto                      | 1-1 | SA Merignac | Dragão Caixa |
|                               |     |             | Dragão Caixa |

| 5 de novembre de 2016 (19:00) |      |                |                                             |
| FC Barcelona                  | 14-3 | Hockey Bassano | Palau Blaugrana Àrbitres: Bleusen i Thibaud |
|                               |      |                | Palau Blaugrana Àrbitres: Bleusen i Thibaud |

| 26 de novembre de 2016 (20:30) |     |              |                                                 |
| SA Merignac                    | 2-6 | FC Barcelona | Roller Stadium Àrbitres: Dornbierer i Schneider |
|                                |     |              | Roller Stadium Àrbitres: Dornbierer i Schneider |

| 26 de novembre de 2016 (20:30) |     |          |             |
| Hockey Bassano                 | 3-4 | FC Porto | PalaBassano |
|                                |     |          | PalaBassano |

| 17 de desembre de 2016 (15:00) |     |              |                                          |
| FC Porto                       | 2-1 | FC Barcelona | Dragão Caixa Àrbitres: Eccelsi i Ferrari |
|                                |     |              | Dragão Caixa Àrbitres: Eccelsi i Ferrari |

| 17 de desembre de 2016 (20:30) |     |                |                |
| SA Merignac                    | 2-7 | Hockey Bassano | Roller Stadium |
|                                |     |                | Roller Stadium |

| 14 de gener de 2017 (20:50)          |     |           |                                            |
| FC Barcelona                         | 3-1 | FC Porto  | Palau Blaugrana Àrbitres: Fronte i Gallopi |
| Pascual 16' Ordóñez 36' Bargalló 41' |     | Alves 22' | Palau Blaugrana Àrbitres: Fronte i Gallopi |

| 14 de gener de 2017 (21:00) |     |             |             |
| Hockey Bassano              | 6-4 | SA Merignac | PalaBassano |
|                             |     |             | PalaBassano |

| 4 de febrer de 2017 (20:30) |     |          |                |
| SA Merignac                 | 2-6 | FC Porto | Roller Stadium |
|                             |     |          | Roller Stadium |

| 4 de febrer de 2017 (21:00) |     |              |                                           |
| Hockey Bassano              | 2-3 | FC Barcelona | PalaBassano Àrbitres: Peixoto i Guilherme |
|                             |     |              | PalaBassano Àrbitres: Peixoto i Guilherme |

| 18 de febrer de 2017 (20:00) |      |                |              |
| FC Porto                     | 13-3 | Hockey Bassano | Dragão Caixa |
|                              |      |                | Dragão Caixa |

| 18 de febrer de 2017 (21:00) |     |             |                                          |
| FC Barcelona                 | 5-1 | SA Merignac | Palau Blaugrana Àrbitres: Pinto i Santos |
|                              |     |             | Palau Blaugrana Àrbitres: Pinto i Santos |

### Grup C
| Grup C          | Pts | PJ | PG | PE | PP | GF | GC | DG  |
| --------------- | --- | -- | -- | -- | -- | -- | -- | --- |
| Reus Deportiu   | 15  | 6  | 5  | 0  | 1  | 25 | 18 | +7  |
| Forte dei Marmi | 12  | 6  | 4  | 0  | 2  | 27 | 24 | +3  |
| Sporting CP     | 9   | 6  | 3  | 0  | 3  | 23 | 19 | +4  |
| Dinan Quevert   | 0   | 6  | 0  | 0  | 6  | 16 | 27 | -11 |

Font: CERH
| 5 de novembre de 2016 (16:00)         |     |               |                                                        |
| Sporting                              | 5-1 | Dinan Quevert | Pavilhao do F.C. Alverca Àrbitres: Valverde i Gonzalez |
| Pinto 23', 27', 46' Gil 33' Miras 43' |     | Needer 36'    | Pavilhao do F.C. Alverca Àrbitres: Valverde i Gonzalez |

| 5 de novembre de 2016 (21:00) |     |               |           |
| Forte dei Marmi               | 2-4 | Reus Deportiu | PalaForte |
|                               |     |               | PalaForte |

| 26 de novembre de 2016 (21:00) |     |                 |             |
| Dinan Quevert                  | 6-8 | Forte dei Marmi | Salee Nemèe |
|                                |     |                 | Salee Nemèe |

| 26 de novembre de 2016 (21:00)     |     |                  |                                                   |
| Reus Deportiu                      | 3-2 | Sporting         | Palau Reus Deportiu Àrbitres: Galoppi i Barbarisi |
| Torra 6' Platero 11' Rodríguez 33' |     | Gil 7' Pinto 24' | Palau Reus Deportiu Àrbitres: Galoppi i Barbarisi |

| 17 de desembre de 2016 (16:00) |     |                 |                          |
| Sporting                       | 5-7 | Forte dei Marmi | Pavilhao do F.C. Alverca |
|                                |     |                 | Pavilhao do F.C. Alverca |

| 17 de desembre de 2016 (21:00) |     |               |             |
| Dinan Quevert                  | 2-4 | Reus Deportiu | Salee Nemèe |
|                                |     |               | Salee Nemèe |

| 14 de gener de 2017 (19:00) |     |               |                     |
| Reus Deportiu               | 5-4 | Dinan Quevert | Palau Reus Deportiu |
|                             |     |               | Palau Reus Deportiu |

| 14 de gener de 2017 (21:00) |     |          |           |
| Forte dei Marmi             | 3-1 | Sporting | PalaForte |
|                             |     |          | PalaForte |

| 4 de febrer de 2017 (21:00) |     |                 |                     |
| Reus Deportiu               | 7-5 | Forte dei Marmi | Palau Reus Deportiu |
|                             |     |                 | Palau Reus Deportiu |

| 4 de febrer de 2017 (21:00) |     |          |             |
| Dinan Quevert               | 2-4 | Sporting | Salee Nemèe |
|                             |     |          | Salee Nemèe |

| 18 de febrer de 2017 (21:00) |     |               |           |
| Forte dei Marmi              | 2-1 | Dinan Quevert | PalaForte |
|                              |     |               | PalaForte |

| 18 de febrer de 2017 (20:00) |     |               |                          |
| Sporting                     | 6-3 | Reus Deportiu | Pavilhao do F.C. Alverca |
|                              |     |               | Pavilhao do F.C. Alverca |

### Grup D
| Grup D          | Pts | PJ | PG | PE | PP | GF | GC | DG  |
| --------------- | --- | -- | -- | -- | -- | -- | -- | --- |
| UD Oliveirense  | 18  | 6  | 6  | 0  | 0  | 29 | 20 | +9  |
| HC Liceo        | 12  | 6  | 4  | 0  | 2  | 32 | 20 | +12 |
| Hockey Breganze | 2   | 6  | 0  | 2  | 4  | 23 | 31 | -8  |
| La Vendéene     | 2   | 6  | 0  | 0  | 6  | 21 | 34 | -13 |

Font: CERH
| 5 de novembre de 2016 (17:00) |     |              |                               |
| Oliveirense                   | 4-2 | La Vendéenne | Pavilhao Dr. Salvator Machado |
|                               |     |              | Pavilhao Dr. Salvator Machado |

| 5 de novembre de 2016 (19:00) |     |                 |             |
| HC Liceo                      | 5-2 | Hockey Breganze | Pazo Riazor |
|                               |     |                 | Pazo Riazor |

| 26 de novembre de 2016 (20:30) |     |          |                                  |
| La Vendéenne                   | 3-5 | HC Liceo | Complexe Sportif de l'Angelmière |
|                                |     |          | Complexe Sportif de l'Angelmière |

| 26 de novembre de 2016 (21:00) |     |             |                    |
| Hockey Breganze                | 3-4 | Oliveirense | Palasport Comunale |
|                                |     |             | Palasport Comunale |

| 17 de desembre de 2016 (17:00) |     |          |                                                              |
| Oliveirense                    | 2-1 | HC Liceo | Pavilhao Dr. Salvator Machado Àrbitres: Carmazzi i Barbarisi |
|                                |     |          | Pavilhao Dr. Salvator Machado Àrbitres: Carmazzi i Barbarisi |

| 17 de desembre de 2016 (17:00) |     |                 |                                  |
| La Vendéenne                   | 6-6 | Hockey Breganze | Complexe Sportif de l'Angelmière |
|                                |     |                 | Complexe Sportif de l'Angelmière |

| 14 de gener de 2017 (19:00) |     |             |             |
| HC Liceo                    | 6-7 | Oliveirense | Pazo Riazor |
|                             |     |             | Pazo Riazor |

| 14 de gener de 2017 (21:00) |     |              |                    |
| Hockey Breganze             | 6-6 | La Vendéenne | Palasport Comunale |
|                             |     |              | Palasport Comunale |

| 4 de febrer de 2017 (20:30) |     |             |                                  |
| La Vendéenne                | 4-7 | Oliveirense | Complexe Sportif de l'Angelmière |
|                             |     |             | Complexe Sportif de l'Angelmière |

| 4 de febrer de 2017 (21:00) |     |          |                    |
| Hockey Breganze             | 4-7 | HC Liceo | Palasport Comunale |
|                             |     |          | Palasport Comunale |

| 18 de febrer de 2017 (20:00) |     |                 |                               |
| Oliveirense                  | 5-4 | Hockey Breganze | Pavilhao Dr. Salvator Machado |
|                              |     |                 | Pavilhao Dr. Salvator Machado |

| 18 de febrer de 2017 (21:00) |     |              |             |
| HC Liceo                     | 8-2 | La Vendéenne | Pazo Riazor |
|                              |     |              | Pazo Riazor |

## Quarts de final
Els jocs dels quarts de final va tenir lloc l'11 de març i 1 d'abril del 2017
| Equip 1       | Global | Equip 2         | Anada | Tornada   |
| ------------- | ------ | --------------- | ----- | --------- |
| Benfica       | 9-4    | Liceo           | 3-2   | 6-2       |
| Barcelona     | 6-5    | Forte dei Marmi | 3-1   | 3-4       |
| Reus Deportiu | 9-9    | Porto           | 7-7   | 2-2 (2-0) |
| Oliveirense   | 8-6    | Amatori Lodi    | 5-3   | 3-3       |

## Final four

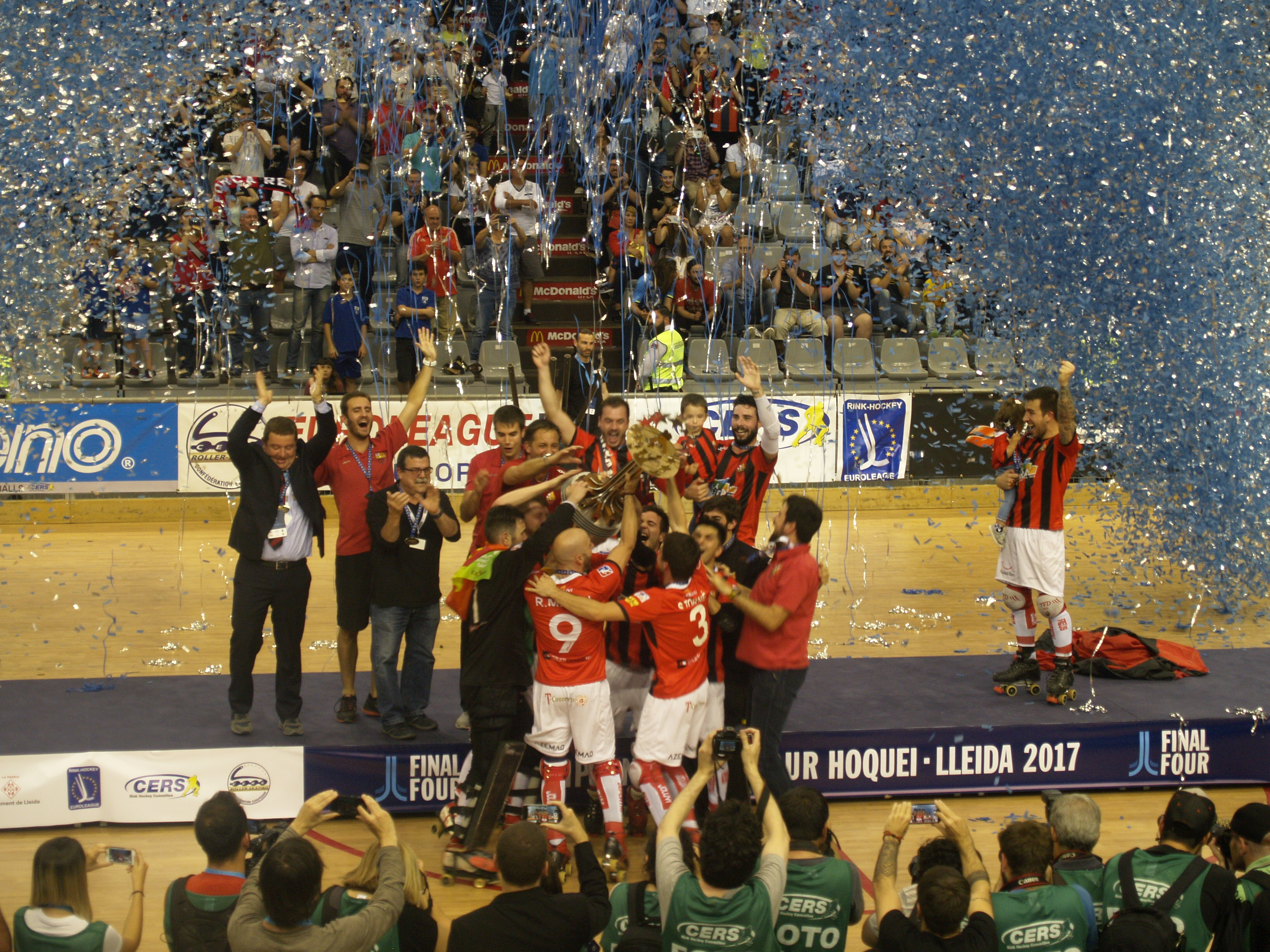
El Reus Deportiu és el campió del torneig.

Els horaris corresponen a l'hora d'estiu dels Països Catalans (zona horària: UTC+2).
|  | Semifinals                              | Semifinals     |   |  | Final                                   | Final |  |
|  |                                         |                |   |  |                                         |       |  |
|  | 13 de maig - Lleida Pavelló Barris Nord |                |   |  |                                         |       |  |
|  | SL Benfica                              | 4(1)           |   |  |                                         |       |  |
|  | Reus Deportiu La Fira                   | 4(2)           |   |  |                                         |       |  |
|  |                                         |                |   |  |                                         |       |  |
|  |                                         |                |   |  | 14 de maig - Lleida Pavelló Barris Nord |       |  |
|  |                                         |                |   |  | Reus Deportiu La Fira                   | 4     |  |
|  |                                         | UD Oliveirense | 1 |  |                                         |       |  |
|  |                                         |                |   |  |                                         |       |  |
|  |                                         |                |   |  |                                         |       |  |
|  |                                         |                |   |  |                                         |       |  |
|  | 13 de maig - Lleida Pavelló Barris Nord |                |   |  |                                         |       |  |
|  | Barcelona Lassa                         | 0              |   |  |                                         |       |  |
|  | UD Oliveirense                          | 1              |   |  |                                         |       |  |

Font: CERH

### Semifinals
| 13 de maig de 2017 (19:30)                                    |         |                                                                    |                                                  |
| Benfica                                                       | 4-4     | Reus Deportiu La Fira                                              | Pavelló Barris Nord Àrbitres: Carmazzi i Ferrari |
| Diogo 3' João Miguel 11' Nicolia 35' Adroher 40' (Nicolia) p. | (1-2) p | Casanovas 1', 22' Marín 13' Platero 42' (Salvat) p. (Casanovas) p. | Pavelló Barris Nord Àrbitres: Carmazzi i Ferrari |

| 13 de maig de 2017 (17:15) |       |                    |                                                |
| Barcelona Lassa            | 0-1   | UD Oliveirense     | Pavelló Barris Nord Àrbitres: Eccelsi i Fronte |
|                            | [ 3 ] | Barreiros 56' pro. | Pavelló Barris Nord Àrbitres: Eccelsi i Fronte |

### Final
| 14 de maig de 2017 (16:00)           |       |                |                                                |
| Reus Deportiu La Fira                | 4-1   | UD Oliveirense | Pavelló Barris Nord Àrbitres: Eccelsi i Fronte |
| Marín 2' Casanovas 34' Torra 40',41' | [ 4 ] | Cancela 25'    | Pavelló Barris Nord Àrbitres: Eccelsi i Fronte |

| Campió Reus Deportiu La Fira |